# Teucholabis (Teucholabis) biarmillata
Teucholabis (Teucholabis) biarmillata is een tweevleugelige uit de familie steltmuggen (Limoniidae). De soort komt voor in het Australaziatisch gebied.